# تاراکان
تاراکان (اندونزیایی: Tarakan, North Kalimantan) شهری در استان کالیمانتان شرقی کشور اندونزی است. جمعیت این شهر بر اساس سرشماری سال ۱۹۹۰ میلادی، ۷۵٫۵۰۸ نفر و بر اساس سرشماری سال ۲۰۰۰ میلادی، ۸۹٫۱۶۱ بوده که در سال ۲۰۰۷ میلادی به ۱۰۰٫۴۸۸ نفر افزایش یافته‌است.